# Носульський Анатолій Григорович
Анато́лій Григо́рович Носу́льський — старший солдат Державної прикордонної служби України.
Важко поранений, лікувався в Київському військовому госпіталі.
Станом на березень 2017-го — водій-електрик відділу зв'язку,  Могилів-Подільський прикордонний загін.

## Нагороди
8 серпня 2014 року — за особисту мужність і героїзм, виявлені у захисті державного суверенітету та територіальної цілісності України, вірність військовій присязі під час російсько-української війни, відзначений — нагороджений орденом «За мужність» III ступеня.